# Municipio de Murphysboro
El municipio de Murphysboro (en inglés: Murphysboro Township) es un municipio ubicado en el condado de Jackson en el estado estadounidense de Illinois. En el año 2010 tenía una población de 10563 habitantes y una densidad poblacional de 110,12 personas por km².

## Geografía
El municipio de Murphysboro se encuentra ubicado en las coordenadas 37°44′1″N 89°18′53″O / 37.73361, -89.31472. Según la Oficina del Censo de los Estados Unidos, el municipio tiene una superficie total de 95.93 km², de la cual 93.96 km² corresponden a tierra firme y (2.05%) 1.96 km² es agua.

## Demografía
Según el censo de 2010, había 10563 personas residiendo en el municipio de Murphysboro. La densidad de población era de 110,12 hab./km². De los 10563 habitantes, el municipio de Murphysboro estaba compuesto por el 82.56% blancos, el 12.14% eran afroamericanos, el 0.42% eran amerindios, el 1% eran asiáticos, el 0.02% eran isleños del Pacífico, el 1.3% eran de otras razas y el 2.57% pertenecían a dos o más razas. Del total de la población el 3.26% eran hispanos o latinos de cualquier raza.